# 9482 Рубендаріо
9482 Рубендаріо (9482 Rubéndarío) — астероїд головного поясу, відкритий 24 вересня 1960 року.
Тіссеранів параметр щодо Юпітера — 3,574.